# Metallichroma cupreum
Metallichroma cupreum là một loài bọ cánh cứng trong họ Cerambycidae.